# Coutances
Coutances és un municipi francès, situat al departament de la Manche i a la regió de Normandia.